# 坂東文夫
坂東 文夫（ばんどう ふみお、1915年（大正4年）9月28日 - 2006年（平成18年）5月2日）は、日本の彫刻家。元徳島大学教授。徳島県鳴門市出身。東京美術学校彫刻科（現在の東京藝術大学）卒業。

## 経歴
東京美術学校彫刻科（現在の東京藝術大学）卒業。徳島大学教授を歴任。徳島県の彫刻に大きな発展を貢献したとされ、1985年（昭和60年）に徳島県文化賞を受賞。
2006年（平成18年）5月2日に急性心不全のため徳島市の病院で死去。享年90。

## 作品集
- 坂東文夫作品集刊行委員会 編『坂東文夫作品集』坂東文夫作品集刊行委員会、1981年2月。